# Symplectoscyphus frigidus
Symplectoscyphus frigidus is een hydroïdpoliep uit de familie Sertulariidae. De poliep komt uit het geslacht Symplectoscyphus. Symplectoscyphus frigidus werd in 2002 voor het eerst wetenschappelijk beschreven door Peña Cantero, Svoboda & Vervoort. 